# Carlitos (ur. 1985)
Carlitos, właśc. Carlos Emanuel Soares Tavares (ur. 23 kwietnia 1985 w Almadzie) – kabowerdeński piłkarz grający na pozycji prawego obrońcy w portugalskim klubie Real SC.

## Kariera klubowa
Swoją karierę piłkarską Carlitos rozpoczął klubie Atlético Arrentela. W 2002 roku podjął treningi w klubie Amora FC, a w sezonie 2003/2004 zadebiutował w nim. Wiosną 2005 występował w FC Barreirense, a latem 2005 odszedł do Odivelas FC. W sezonie 2006/2007 grał najpierw w Barreirense, a następnie w Imortal DC. W sezonie 2007/2008 był zawodnikiem Portimonense SC, w sezonie 2008/2009 – GD Chaves, a w sezonie 2009/2010 – AD Camacha. Z kolei w sezonie 2010/2011 grał w Atlético CP.
Latem 2011 Carlitos został zawodnikiem AEL Limassol, w którym zadebiutował 27 sierpnia 2011 w wygranym 3:0 wyjazdowym meczu z Neą Salaminą Famagusta. W sezonie 2011/2012 wywalczył z AEL mistrzostwo Cypru i zdobył Puchar Cypru. Z kolei latem 2012 zdobył Superpuchar Cypru. W sezonie 2013/2014 wywalczył wicemistrzostwo Cypru.
Latem 2015 Carlitos przeszedł do greckiego AÓ Iraklís. Zadebiutował w nim 14 września 2015 w przegranym 0:1 domowym meczu z APO Lewadiakos. W zespole Iraklísu spędził pół roku.
Na początku 2016 roku Carlitos odszedł do Omonii Nikozja. Swój debiut w nim zaliczył 9 stycznia 2016 w zwycięskim 4:0 domowym meczu z AO Ajia Napa.
| Sezon   | Klub            | Kraj       | Rozgrywki                 | Mecze | Bramki |
| ------- | --------------- | ---------- | ------------------------- | ----- | ------ |
| 2003/04 | Amora FC        | Portugalia | Segunda Divisão           | 34    | 0      |
| 2004/05 | Amora FC        | Portugalia | Segunda Divisão           | 18    | 0      |
| 2004/05 | FC Barreirense  | Portugalia | Segunda Divisão           | 11    | 1      |
| 2005/06 | Odivelas FC     | Portugalia | Segunda Divisão           | 17    | 0      |
| 2006/07 | FC Barreirense  | Portugalia | Segunda Divisão           | 6     | 1      |
| 2006/07 | Imortal DC      | Portugalia | Segunda Divisão           | 11    | 2      |
| 2007/08 | Portimonense SC | Portugalia | Segunda Liga              | 18    | 0      |
| 2008/09 | GD Chaves       | Portugalia | Segunda Divisão           | 12    | 0      |
| 2009/10 | AD Camacha      | Portugalia | Segunda Divisão           | 9     | 0      |
| 2010/11 | Atlético CP     | Portugalia | Segunda Divisão           | 25    | 0      |
| 2011/12 | AEL Limassol    | Cypr       | Protathlima A’ Kategorias | 28    | 0      |
| 2012/13 | AEL Limassol    | Cypr       | Protathlima A’ Kategorias | 16    | 0      |
| 2013/14 | AEL Limassol    | Cypr       | Protathlima A’ Kategorias | 31    | 0      |
| 2014/15 | AEL Limassol    | Cypr       | Protathlima A’ Kategorias | 22    | 0      |
| 2015/16 | AÓ Iraklís      | Grecja     | Superleague Ellada        | 5     | 0      |
| 2015/16 | Omonia Nikozja  | Cypr       | Protathlima A’ Kategorias |       |        |

## Kariera reprezentacyjna
W reprezentacji Republiki Zielonego Przylądka Soares zadebiutował w 2006 roku. W 2013 roku został powołany do kadry na Puchar Narodów Afryki 2013, a w 2015 na Puchar Narodów Afryki 2015.